# Crise économique espagnole
La crise économique espagnole est liée à la crise économique mondiale et à la crise de la dette dans la zone euro. L’Espagne est, avec la Grèce, Chypre, l’Irlande et le Portugal, un des principaux pays européens touchés par cette crise. 
En Espagne, la crise économique a été générée par une bulle immobilière ayant fragilisé le secteur financier et bancaire du pays, ainsi que bien évidemment le secteur de la construction. La crise économique espagnole a eu un impact important sur le chômage celui-ci montant à un taux de 24,4 % en mars 2012, tout en augmentant le taux d’endettement privé et public déjà élevés. La crise économique avait également des causes plus structurelles comme un déficit commercial élevé et récurrent.
Le PIB espagnol a commencé à diminuer au 3e trimestre 2008, et le pays est entré officiellement en récession dès le trimestre suivant. Le pays a eu une baisse de 3,7 % en 2009, de 0,1 % en 2010, alors qu’il est positif de 0,7 % en 2011

## Bulle et crise immobilière

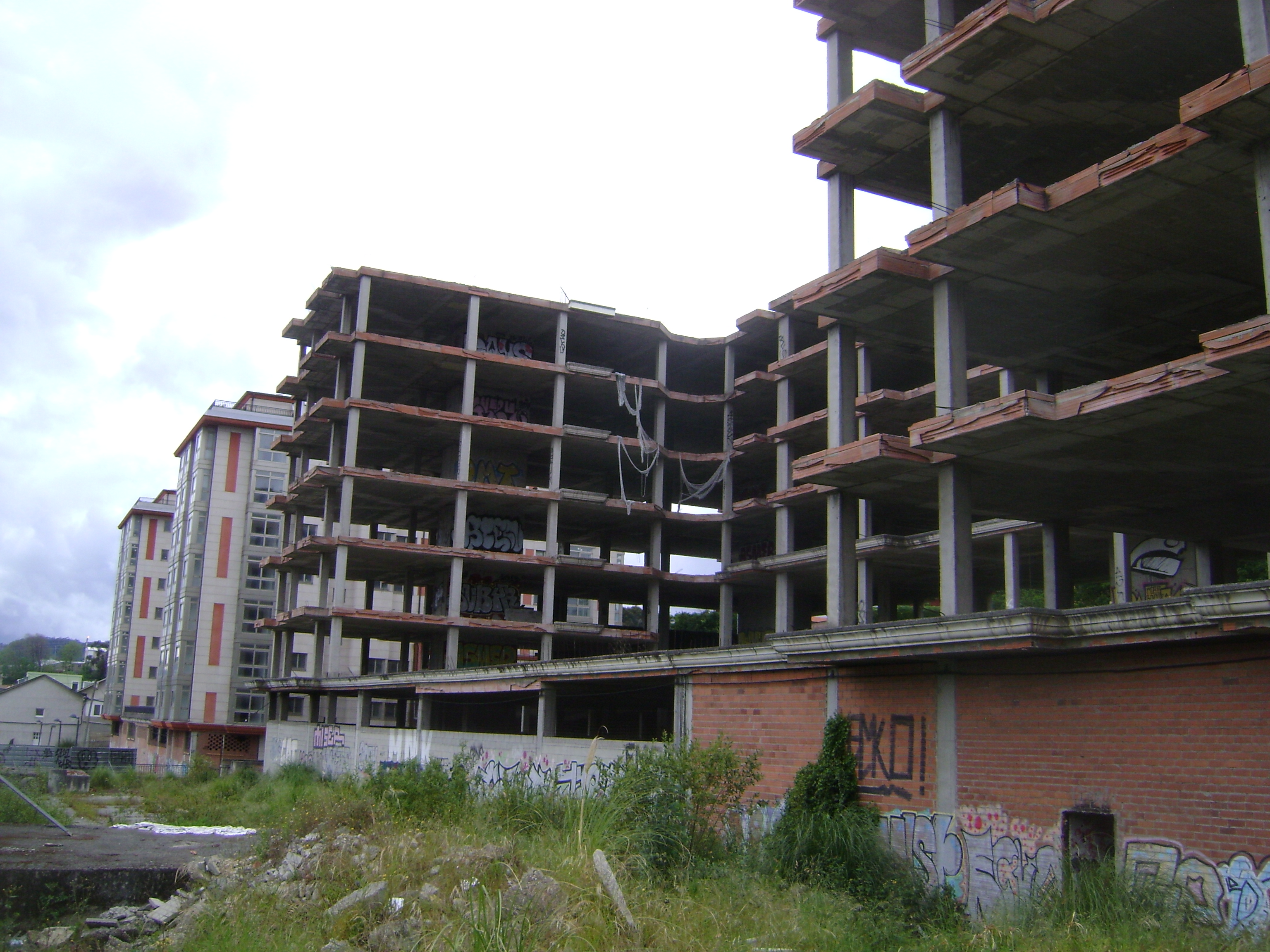
Bâtiments inachevés en raison de la crise à La Corogne.

La bulle immobilière espagnole a eu pour conséquence une augmentation des prix immobiliers de 200 % entre 1996 et 2007. Cela alors que le taux de propriété est de 80 %, encouragé par divers dispositifs fiscaux et par une législation favorables aux locataires. L’hypothèque est particulièrement développée en Espagne. 
Le prix moyen au m² était à la fin 2008 de 2 095 €/m².
Entre juin 2007 et juin 2008, le nombre de constructions a chuté de 25,3 %, cette chute des constructions a touché en particulier la Catalogne avec une baisse de 42,2 %, alors que l’Extremadure, une région rurale n’a connu qu’une baisse de 1,7 %.
L’Espagne a également construit des infrastructures notables peu ou pas utilisés comme l’aéroport Central-Ciudad Real ou l’aéroport de Castellón-Costa Azahar ou encore le projet immobilier de Valdeluz qui malgré sa taille n’a été que peu occupé.

## Crise bancaire et financière
Durant la crise économique, le secteur bancaire et tertiaires, s'est fortement concentré en Espagne, via des fusions de caisses d'épargnes, des nationalisations ou de systèmes institutionnels de protection (SIP). Les systèmes institutionnels de protection sont créées à partir de la mi-2010, ils consistent à une fusion financière partielles des entités. 

### 2010
En janvier 2010, Caja España-Duero (es) est créé par la fusion de Caja España et de Caja Duero. Le 11 mai 2010, Caja de Jaén est absorbé par Unicaja. Le 17 mai 2010, les caisses d'épargnes Caixa Manlleu, Caixa Sabadell et Caixa Terrassa fusionnent pour aboutir à Unnim.
Le premier SIP à être créé est Banca Cívica en juin 2010, qui regroupe Caja Navarra, Cajasol, Caja de Guadalajara, CajaCanarias et Caja de Burgos. Le SIP Caja3 est créé en décembre 2010 pour regrouper Caja Inmaculada, Caja Círculo et Caja de Badajoz. 
Le 1er juillet 2010, CatalunyaCaixa est créé par la fusion de plusieurs caisses d'épargnes catalanes (Caixa Catalunya, Caixa Tarragona et Caixa Manresa). Le 21 septembre 2010, Caja Castilla-La Mancha est absorbé par CajAstur. Le 5 octobre 2010, Caja Guadalajara est absorbé par Cajasol. Le 3 novembre 2010, Caixa Girona est absorbé par La Caixa. Le 1er décembre 2010, Novacaixagalicia est créé par la fusion de Caixa Galicia et de Caixanova, des caisses d'épargnes galiciennes. Le 29 décembre 2010, CajaSur est absorbé par BBK.

### 2011
Banco Financiero y de Ahorros est créé le 1er janvier 2011, en regroupant Caja Madrid, Bancaja, La Caja de Canarias, Caja de Ávila, Caixa Laietana, Caja Segovia et Caja Rioja. Le même jour est créé le SIP Banco Mare Nostrum qui regroupe Cajamurcia, Caixa Penedès, Caja Granada et Sa Nostra. Le 23 mai 2011, est créé le SIP Liberbank qui regroupe les caisses CajAstur, Caja Castilla-La Mancha, Caja de Extremadura et Caja Cantabria. 
Le 26 septembre 2011, Caja España-Duero fusionne avec Unicaja. Le 30 septembre 2011, Unnim, Novacaixagalicia et Caixa Catalunya sont nationalisées via le fonds de restructuration des banques espagnoles.  Le 8 décembre 2011, Caja Mediterráneo est absorbé par Banc Sabadell.

### 2012
Le 1er janvier 2012 est créé le SIP Kutxabank regroupant BBK, CajaSur, Kutxa y Caja Vital. Le 26 mars 2012, Banca Cívica est absorbé par CaixaBank.
Le 9 mai 2012, Banco Financiero y de Ahorros, le SIP derrière la marque Bankia, est nationalisée, tandis que le 25 mai son plan de sauvetage est estimé à 23,5 milliards d'euros. Auparavant, entre février 2012 et avril 2012, les banques espagnoles ont déjà emprunté 144 milliards d'euros à 3 ans auprès de la BCE dans la deuxième opération LTRO. D'après l'économiste Jacques Sapir, en juin 2012, les besoins du système bancaire seraient de 250 à 300 milliards d'euros. Par ailleurs, d'autres banques pourraient également avoir des besoins non négligeables. Madrid ne veut alors pas d'aide européenne et prépare des plans dont l'un qui conduisait à impliquer la BCE est rejetée par cette dernière. Pour Nicolas Véron, les problèmes bancaires ne peuvent être traités de façon distincte des problèmes de dette souveraine.
Le 27 juillet 2012, Unnim est acquis par BBVA.
Le 9 juin 2012, les banques espagnoles ont bénéficié d’une aide qui pourrait aller jusqu’à 100 milliards d’euros de la part de la zone euro via le mécanisme européen de stabilité et le fonds européen de stabilité financière ,. Cette aide serait distribuée via le fonds de restructuration des banques espagnoles, elle n’est pas distribuée avant le 15 novembre 2012.
Le 28 novembre 2012, la commission européenne approuve un plan gouvernemental qui comprend la restructuration de Bankia, de NCG Banco et de Catalunuya Banc, ainsi que la vente de Banco de Valencia à CaixaBank. Le plan comprend également un prêt de 37 milliards d’euros, ainsi que la création d’une « bad bank » pour regrouper les actifs pourris, mais également la fermeture d’un grand nombre d’agences bancaires et la réduction du personnel bancaire.

## Dette publique

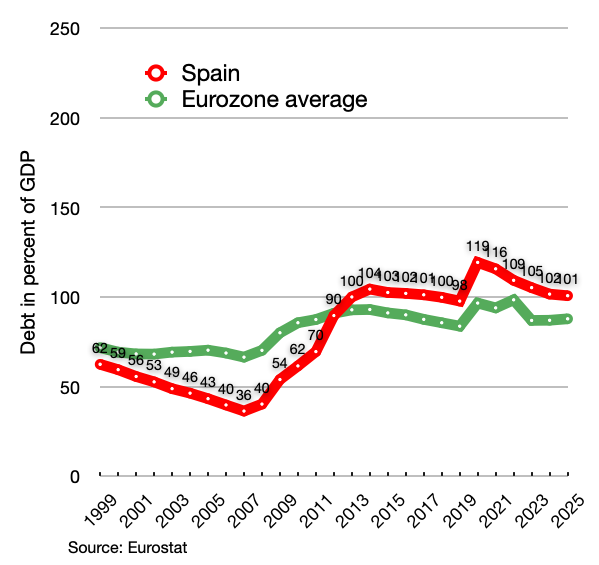
Évolution entre la dette publique espagnole et celle de la moyenne de l'Eurozone entre 1999 et 2014.

L’Espagne avait au début de cette crise une dette représentant 36,2 % de son PIB, ce faible taux étant aidé par les taxes sur l’immobilier et par l’augmentation de l’activité et donc du PIB de par la bulle immobilière.
Le 15 juin 2012, la dette publique de l’Espagne représentait 71,1 % de son PIB, soit encore moins que la moyenne de la zone euro, qui avait une dette publique de 88 % de son PIB.

## Déficit public
Le déficit public espagnol explose en 2009. Il s'élève à 11,2 % du PIB selon Eurostat, bien au-delà de la limite des 3 % du pacte de stabilité européen. Le gouvernement socialiste s'était engagé à le ramener à 3 % en 2013, mais S&P estimait « que le déficit public devrait probablement encore excéder 5 % du PIB d'ici 2013 ». En fait, si l'Espagne a un tel déficit c'est que le modèle économique sur lequel elle a bâti sa croissance jusqu'à la crise, le secteur immobilier, est plongé dans une crise grave qui pèse sur le budget du pays.[pas clair]
En 2010, le déficit public est réduit à 9,24 % du PIB (contre un objectif de 9,3 %), avec 5,7 % pour l’État (contre un objectif de 6,7 %) et 2,83 % pour les régions (contre un objectif de 2,4 %). En septembre 2011, le gouvernement espagnol annonce qu'il tiendra son objectif de déficit fixé à 6 % du PIB pour l'année 2011, alors que les déficits des régions est largement au-dessus des objectifs fixés par l’État (plus particulièrement pour l'Andalousie et la Catalogne).
Ainsi, c'est le déficit des régions qui inquiète le plus les agences de notation.[réf. nécessaire] Toutefois, l'Espagne loupe largement son objectif en 2011 alors que le déficit public s'affiche à 8,9 %, dont 2,9 % du PIB pour les régions.

## Notation
En janvier 2009, Standard & Poor's abaisse la notation de l’Espagne de AAA à AA+. 
L'agence Standard & Poor's rétrograde le crédit espagnol de AA+ à AA, invoquant les faibles espoirs de croissance de ce pays, frappé de plein fouet par l'éclatement de la bulle immobilière et de la construction.
Le 18 octobre 2011, Moody’s abaisse la note de l’Espagne de deux cran de A1 à Aa2, avec une perspective négative.
Le 7 juin 2012, l'agence de notation Fitch Ratings dégrade la note espagnole de trois crans à BBB. Le 14 juin 2012, Moody’s baisse sa note sur l’Espagne de trois crans à Baaa3. Standard & Poor's baisse sa note à BBB- le 11 octobre 2012. 
Pour les analystes, la dégradation de la note de l'Espagne est plus préoccupante en raison du poids de son économie dans la zone euro, nettement supérieur à celui de la Grèce et du Portugal car si elle devait demander l'aide comme la Grèce à l'UE, cela ne serait pas possible vu sa taille.

## Austérité

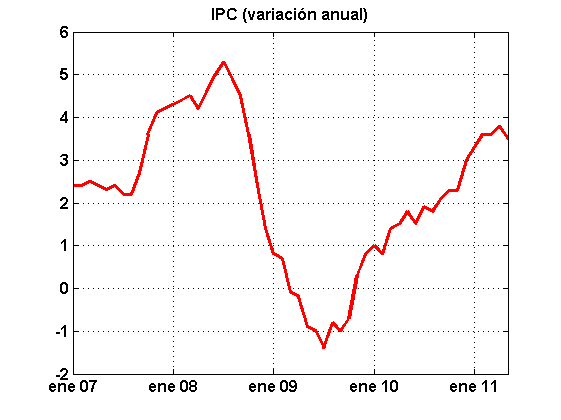
Courbe du PIB espagnol entre 2007 et mi-2011.

En mai 2010, José Luis Zapatero annonce plusieurs mesures d'austérités, correspondant à 1,5 % du PIB, comprenant des baisses salariales des salariés publics, et un arrêt de la valorisation des retraites. En juin 2010, une réforme du droit du travail est votée. En mai 2011, l'âge légal de départ à la retraite passe de 65 à 67 ans.
À la suite des élections générales espagnoles de novembre 2011 remportées par le Parti populaire, Mariano Rajoy devient président du gouvernement et promet davantage d'austérité.
Le 30 décembre 2011, le gouvernement du parti populaire annonce des mesures d'austérités pour un total de 8,9 milliards de coupes budgétaires et de 6,3 milliards de hausses d'impôts
Le gouvernement espagnol annonce de nouvelles mesures d'austérité en avril 2012 contenant des mesures d'économie totales de 39,5 milliards d'euros avec pour objectif un déficit public à 5,3 % (contre 8,9 en 2011) alors que l'objectif initial était de 4,4 %. Les budgets des ministères sont réduits de 17 % en moyenne afin de réaliser 27,3 milliards d'économie en plus de 12,3 milliards de hausse de prélèvement. Le budget estime la récession de l'économie en 2012 à 1,7 %, mais si les coupes budgétaires devaient entrainer une contraction plus importante de l'économie, le gouvernement ne pourra pas atteindre ses objectifs.
Le 11 juillet 2012, le gouvernement espagnol annonce un nouveau plan d'austérité de 65 milliards d'euros et revoit ses objectifs de déficit public. Les mesures comprennent la hausse de la TVA de 18 à 21 %, et le taux réduit de 8 à 10 %, des baisses de subventions, des réductions d'avantages fiscaux, des réductions de dépenses dans les ministères et des privatisations. Quant à l'objectif de déficit, il est réduit à 6,3 % du PIB contre 5,3 %, puis 4,5 % en 2013 et 2,8 % en 2014.
L’Espagne durant la crise lance plusieurs plans de relance,.

## Chômage

Carte du taux de chômage par provinces au 3e trimestre 2012.

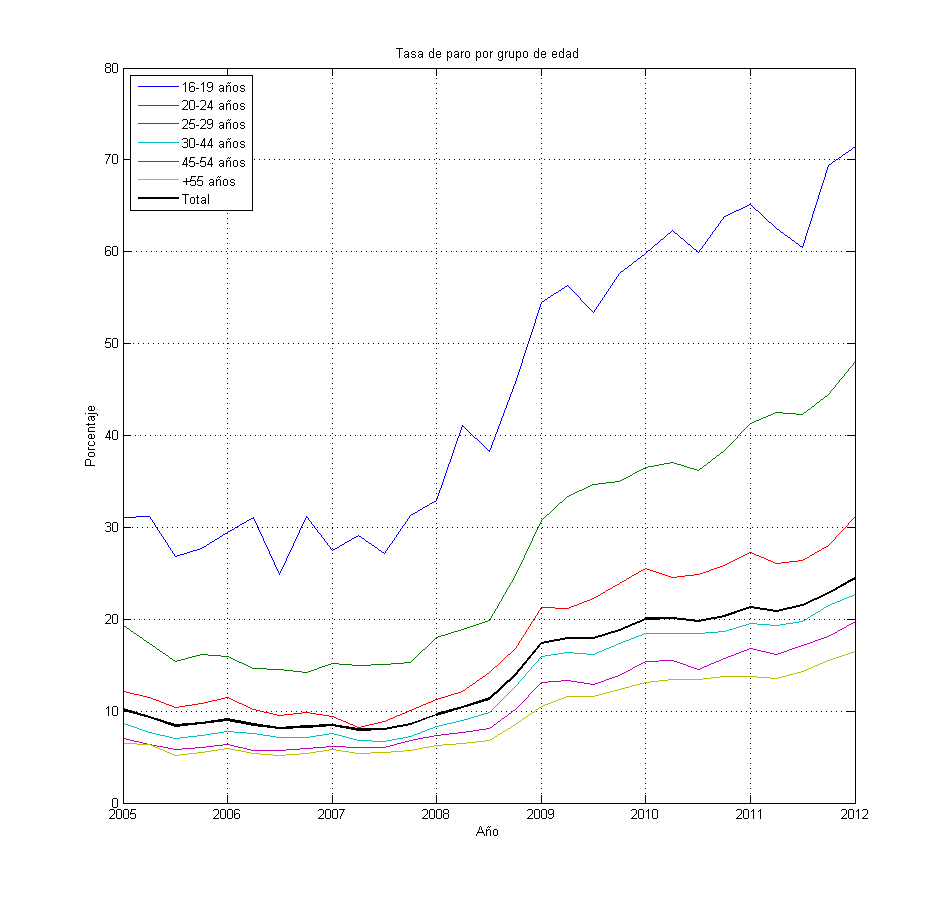
Taux de chômage par tranche d'âge entre 2005 et 2012.

Le taux de chômage est de 17,4 % en mars 2009 , près de 2 millions de personnes ont alors perdu leur travail sur cette dernière année, et près de 4 millions de personnes sont au chômage. Le taux de chômage passe à 20 % au premier trimestre 2010, et est de 24,4 % en mars 2012.
À la fin 2012, les salaires du secteur public sont coupés de 5 %, en plus de la suppression du 14e mois représentant 7,1 % du salaire public moyen. À la même époque, le chômage des moins de 25 ans est de 55 %, c’est le taux de chômage le plus important de l’Union européenne après la Grèce.
C'est dans le sud de l'Espagne, notamment en Andalousie, que le chômage est le plus important du pays, avec une moyenne de 33 %, soit plus de 1,4 million de chômeurs sur les plus de 8 millions d'habitants de la communauté autonome.

## Contestation (grève, manifestation)
Les coupes budgétaires décidées par le gouvernement espagnol ont affecté l'éducation, la santé, la culture, les prestations sociales et de nombreux autres domaines publics. Ainsi, les Espagnols  constatent que l'État-Providence espagnol est plus fragilisé que jamais. Ils manifestent donc leur mécontentement durant deux grèves générales, ou bien à travers le mouvement des Indignés qui dénonce le fait que l'Espagne soit un pantin de l'Union Européenne et du FMI. 
L'un des mouvements les plus connus est celui du 15-M. Il s'agit d'un mouvement spontané et diffus qui débouche sur l'occupation de la Puerta del Sol, à Madrid, le 15 mai 2011. Pendant des mois, les Espagnols  débattent sur de nombreux sujets, et la protestation se dilue dans des projets de quartier et autres initiatives.

## Solde migratoirenégatif
En 2011, le nombre d’émigrants a dépassé celui des immigrants en Espagne[réf. nécessaire].